# Tendencia autodestructiva

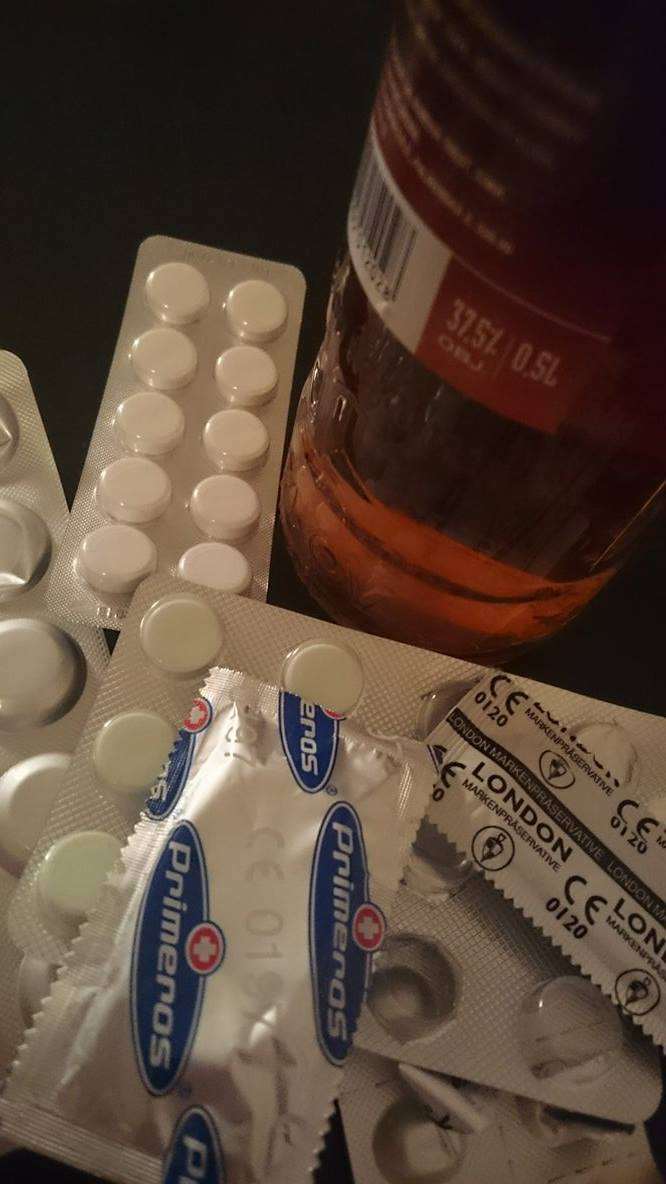
existen muchas formas de autodañarse

La denominada tendencia autodestructiva del ser humano es un concepto originado en los estudios sobre psicología y sociología. Comprende todas las conductas orientadas hacia la autodestrucción, indirecta o directa, del propio individuo o grupo.
La tendencia autodestructiva es la conducta orientada hacia el daño a uno mismo, bien buscando un daño inmediato (estas son las CAD: conductas autodestructivas directas, como golpes y heridas intencionadas, quemaduras, cortes, que en última instancia hablaríamos del suicidio) o bien mediante un daño que no tiene por qué mostrar sus efectos en el mismo momento, sino que es de carácter acumulativo y sus efectos negativos se ven con el paso del tiempo (estas son las CAI: conductas autodestructivas indirectas, como mantener relaciones sexuales sin protección, practicar deportes extremos, consumir drogas, adicciones al Juego, alteraciones en la conducta alimentaria, entre otras).

El ser humano continuamente lleva a cabo acciones autodestructivas indirectas como por ejemplo fumar, beber en exceso, practicar deportes de riesgo, pero la intención habitualmente no es la de acabar con la propia vida sino experimentar determinado placer, ya sea en forma consciente o inconsciente.
Gloria Marsellach Umbert

Sin embargo, la continua realización de este tipo de conductas pueden ser un factor de riesgo y causa por la que la persona se autodestruye.
Muchos profesionales amplían este concepto hacia conductas destructivas del ser humano como son las adicciones, por lo que el mismo requiere de un estudio exhaustivo para su real comprensión.

## Causas
Al igual que el suicidio, la tendencia autodestructiva tiene su origen en causas sociales, según lo expuesto en la obra El suicidio de Durkheim. 